# Можи дас Крузес
Можи дас Крузес (порт. Moji das Cruzes) град је у Бразилу у савезној држави Сао Пауло. Према процени из 2007. у граду је живело 362.991 становника.

## Становништво
Према процени из 2007. у граду је живело 362.991 становника.
| 1991.   | 2000.   |
| ------- | ------- |
| 273,175 | 330,241 |